# Новые Пруды (Орловская область)
Но́вые Пруды́ — посёлок в Новосильском районе Орловской области. Входит в Прудовское сельское поселение.

## География
Расположен на равнинном месте в 3 км от административного центра — деревни Большие Пруды, в полукилометре от дороги Новосиль — Хворостянка.

## История
Посёлок образовался в послереволюционное советское время. Основными переселенцами были жители села Пруды. Название посёлка произошло от названия села, из которого были основные переселенцы. В просторечии посёлок называют Попов Лог от топонима Поповский Лог, на верхе которого и образовалось это новое поселение.

## Население
| 2010 |
| ---- |
| 18   |

## Примечание
1. ↑  Карта РККА N-37 (В) • 1 км. Орловская, Липецкая и Тульская области. Дата обращения: 13 марта 2017. Архивировано 13 марта 2017 года.
2. 1 2  Всероссийская перепись населения 2010 года. 7. Численность населения городских округов, муниципальных районов, городских и сельских поселен